# Xwla
La llengua xwla forma part de la família phla-phera, que pertany al grup situat a la riba esquerra, dintre del grup dialectal gbe, que al seu torn s'ha englobat a la família kwa.
La llengua xwla es ramifica al mateix temps en xwla occidental i xwla oriental.
La llengua xwla occidental es parla a l'oest de Benín, sobretot a la subprefectura de Grand-Popo (departament de Mono), però s'estén lleugerament cap a Togo cap a l'oest i cap a l'est, cap a la prefectura de Ouidah (departament d'Atlàntic).
La llengua xwla oriental se situa a l'est de Benin, sobretot al voltant de les ribes orientals del llac Nokoué, en la sotsprefectura de Sèmè-Kpodji (departament d'Ouémé) tot i que també hi ha algunes comunitats de parlants xwla al llarg de les ribes del llac, en la sotsprefectura Abomey-Calavi (departament d'Atlàntic).
Històricament, hi havia poblats xwla al llarg de tota la costa connectant aquestes dues regions, però suposadament, aquests poblats ara són principalment habitats per parlants fon-. Tot i així uns pocs poblats predominantment xwla-parlants romanen, entre ells dues comunitats localitzades en el districte de Cotonou, Plakodju-Plage, i Enagnon.
Pel que fa a la controvèrsia de si les dues branques del xwla són dues llengües diferents, seria bo fer notar que Capo reportava que quan duia a terme una enquesta entre les varietats del Gbe, ell i el seu equip de recerca notificaren que el xwla parlat a l'est era diferent del parlat a l'oest. Ells provaren de descobrir un nom per a la varietat occidental del xwla, però la gent insistia en què parlaven “xwla”. Els recercadors per això etiquetaren la gent del xwla “Movolo”, per a distingir-los del xwla occidental. “Movolo” és una paraula del xwla oriental que vol dir “Jo he dit això, repeteixo, ho dic altre cop”, una frase que els parlants del xwla oriental feien servir repetidament durant les entrevistes. Aleshores “movolo” pot referir-se a les comunitats xwla de la regió d' Ouémé, com ara Djeffa, d'on les llistes del xwla occidental es van treure.
A més, tothom qui va ser entrevistat coincidia en què no hi ha dialectes del xwla, tot i que hi ha accents distingibles d'un poblat a un altre. Tot i que l'anàlisi de la llista de paraules sembla indicar l'existència de dues varietats de xwla (una occidental i una oriental) la mateixa gent xwla, mentre que admeten diferències entre el xwla oriental i el xwla occidental, no els perceben com a dialectes separats.

## Nombre de parlants
El total de nombre de parlants per al grup ètnic xwla ronda entre els 60.000 i 65.000 parlants.

## Contacte amb altres llengües o ètnies
En la zona del xwla occidental, els poblats xwla són intercalats amb poblats ayizo, gen, waci i xwela. També hi ha parlants d'anglo i keta, ambdós dialectes de l'ewe, vivint en els poblats costaners de l'oest. Hi ha una forta presència local del Waci al nord, del Gen a l'oest i del Xwela i el Fon a l'est.
Pel que fa a la zona del xwla oriental, els poblats xwla són envoltats per poblats Fon a l'oest, poblats gun al nord i poblats défi a l'oest. Hi ha també parlants de toli i tofin presents en la regió.
Cap de les viles visitades pels investigadors estan aïllades del contacte amb altres grups ètnics. Mentre que molts poblats consultats clamaven ser monolingües, els matrimonis intergrupals són comuns, sense cap restricció aparent de cap altre grup ètnic.
L'educació no formal de la zona xwla és en gen, gun i fon. No hi ha materials d'alfabetització disponibles, tot i que s'espera començar l'alfabetització en xwla aviat.

## Sistema fonològic
La llengua xwla, com la família kwa, és una llengua tonal, ja que es fan servir tant fonemes com suprasegmentals per formar morfemes. En la literatura, aquests suprasegmentals són sovint referits com “tons” o “tonemes”, i semblen tenir manifestacions lèxiques i sintàctiques.
Les llengües Gbe tenen un sistema de tres nivells bàsics de to. En les llengües Gbe cada síl·laba és marcada amb un to alt o no-alt. L'exacta realització del to pot ser alta, baixa o mitja depenent del to subjacent, l'inici de la síl·laba, si n'hi ha, del to circumdant, del lloc de la síl·laba en una afirmació, i de dialecte del parlant.

## Gramàtica
La llengua xwla és una llengua aïllant, fent servir majoritàriament paraules monosíl·labes. No manifesta pràcticament cap morfologia inflexional. Per exemple, en els verbs es fa servir una varietat bàsica, encara que sigui una forma perfecta o imperfecta, o si el subjecte és plural o singular; tot i que sí que es diferencia entre passat, present i futur. El temps verbal s'expressa en morfemes lliures que intervenen entre el subjecte i el verb.
La categoria adjectival no ha sigut plenament estudiada en les llengües Gbe, però hi ha un consens entre els lingüistes que els elements adjectivals es formen de dues maneres: atributiva o predicativa. En les llengües Gbe els adjectius atributius són poc usuals i normalment denoten color, mida i forma. El nom precedeix l'adjectiu, que al seu torn precedeix el demostratiu.
Algunes construccions de la llengua xwla:
Creació de substantius
xwla oriental: o- (1a classe), ɛ- (2a), ɔ-
(3a), a- (4a), a- (5a).
xwla occidental: e- (1a classe), ɛ-
(2a), ɔ- (3a), ɔ- (4a), a- (5a).
Marcador de “definit”
xwla oriental: lɔ
xwla occidental: ɔn
Ordre dels noms en una construcció de possessiu
xwla oriental: Nom 2 – Nom 1
xwla occidental: Nom 2 – Nom 1
Ordre de Nom – Singular
xwla oriental: Nom – Singular 
xwla occidental: Nom – Singular 
Marca de plural
xwla oriental: lɛ e
xwla occidental: ye wɛ
Marca de possessió
xwla oriental: Nom 1 – Partícula “sin” – Nom 2
xwla occidental: – 
Marca de progressió
xwla oriental: Partícula 1 “nɔ” – Verb – (Cap partícula)
xwla occidental: Partícula 1 “le” – Verb – (Cap partícula)
Marca d' interrogació
xwla oriental: ɛ
xwla occidental: – 
Marca d'interrogació, la forma qui :
xwla oriental: mɛni
xwla occidental: mɛnɛ
Marca de singular
xwla oriental: nɛ
xwla occidental: wɛ
Indicadors específics (aquest-aquell)
xwla oriental: χɔ (aquest) – hɛn (aquell)
xwla occidental: yɔ ni (aquest) – yɔ ni (aquell)
Marca de subjecte
xwla oriental: e
xwla occidental: e
Marca de subjecte + Marca de futur
xwla oriental: e (subjecte) + gbe (marca de futur)
xwla occidental: ya/a (subjecte) + (Cap partícula) (marca de futur)
Ordre verb – objecte/localització
xwla oriental: Verb – Objecte/ Localització
xwla occidental: Verb – Objecte/ Localització
Vocabulari bàsic
1. Ull: nu᷈ku᷈ (xwla oriental), ɔŋkusi (xwla occidental)
2. Orella: to (xwla oriental), ɔtɔ (xwla occidental)
3. Nas: ɔwɔ᷈ti(xwla oriental), ɔŋɔ᷈ti᷈ (xwla occidental)
4. Dent: aɖu (xwla oriental), aɖu (xwla occidental)
5. Llengua: oɖɛ (xwla oriental), ɛɖɛ (xwla occidental)
6. Cap: ota (xwla oriental), eta (xwla occidental)
7. Home: su᷈nu᷈ (xwla oriental), u᷈su᷈ (xwla occidental)
8. Marit: acu (xwla oriental), ɔsu (xwla occidental)
9. Pare: baba (xwla oriental), etɔ (xwla occidental)
10. Dona: ɲɔ᷈nu᷈si (xwla oriental), ɲɔ᷈nu᷈ (xwla occidental)
11.Muller: aci (xwla oriental), ɔsi (xwla occidental)
12.Nit: oza᷈ (xwla oriental), aza᷈ (xwla occidental)
13.Lluna: cu᷈ (xwla oriental), esu᷈ (xwla occidental)
14.Estel: cu᷈vi (xwla oriental), su᷈hwɛlɛ (xwla occidental)
15.Sol: ohwe (xwla oriental), ɔni᷈zɔ᷈ (xwla occidental)
16.Núvol: ɔzizɔ (xwla oriental), ɔvidrɔ (xwla occidental)
17. Pluja: jiku᷈(xwla oriental), ɔji (xwla occidental)
18.Aigua: ɛci᷈ (xwla oriental), ɛsi᷈ (xwla occidental)
19. Foc: mi᷈ɔ᷈ (xwla oriental), ezo (xwla occidental)
20.Pedra: adaku᷈ (xwla oriental), ekpa᷈ (xwla occidental)
21. Un, una: lokpo (xwla oriental), lokpo (xwla
occidental)
22.Dos: ɔwe (xwla oriental), ɔwe (xwla occidental)
23.Tres: ɔtɔ᷈ (xwla oriental), ɔtɔ᷈ (xwla occidental)
24.Quatre: ɛna᷈ (xwla oriental), ɛna᷈ (xwla occidental)
25. Cinc: ato᷈o᷈ (xwla oriental), ato᷈ (xwla occidental)